# (9639) Scherer
(9639) Scherer (1994 PS11) – planetoida z pasa głównego asteroid okrążająca Słońce w ciągu 3,72 lat w średniej odległości 2,4 j.a. Odkryta 10 sierpnia 1994 roku.